# فيديريكو دياز
فيديريكو دياز (بالتشيكية: Federico Diaz)‏ هو فنان تشيكي، ولد في 1971.